# Amadou Diaw
 (février 2019).
Si vous disposez d'ouvrages ou d'articles de référence ou si vous connaissez des sites web de qualité traitant du thème abordé ici, merci de compléter l'article en donnant les références utiles à sa vérifiabilité et en les liant à la section « Notes et références ».
Amadou Diaw, né en 1961 à Dakar, est le fondateur de la première école de commerce privée du Sénégal, l'Institut supérieur de management (Groupe ISM).

## Biographie

### Études supérieures
Amadou Diaw suit d'abord une formation secondaire au Lycée Thierno Seydou Nourou Tall où il obtient en 1979 son baccalauréat scientifique. Il s'inscrit par la suite en faculté d'économie puis est admis à l'École Supérieure de Gestion de Paris.

### Carrière professionnelle
Dans le secteur des assurances, il fait ses premiers pas en France au sein du groupe GMF/FNAC à Paris, où il est chargé de la mise en place d’une comptabilité divisionnaire.
En 1986, il rentre au Sénégal. Il occupe les fonctions de Directeur exécutif du Conseil National des Employeurs du Sénégal (CNES).
Amadou Diaw met en œuvre en 1992 un projet conçu depuis plusieurs années : la première business school privée francophone au Sénégal. La première école de la région, l’ISM compte 25 étudiants, à Dakar, en 1992, avant de développer 12 campus au Sénégal. En 2017, l'ISM compte 5 000 étudiants issus de 30 pays différents, 100 enseignants permanents et 250 salariés permanents

## Éducation
Amadou Diaw est également une figure influente dans le domaine de l’enseignement supérieur au Sénégal. Il est le président fondateur de la Conférence des Grandes Écoles du Sénégal (CGE), une instance regroupant plusieurs établissements d’enseignement supérieur privés et publics, visant à renforcer la qualité et la compétitivité de la formation supérieure dans le pays.
En 2013, il est nommé vice-président de la Concertation nationale pour l’amélioration de l’enseignement supérieur (CNAES), un cadre stratégique de réflexion et de réforme du système universitaire sénégalais.
À la demande du ministre de l’Enseignement supérieur et de la Recherche scientifique de l’époque, Mary Teuw Niane, Amadou Diaw pilote le projet de création de l’Université Virtuelle du Sénégal (UVS), aujourd’hui appelée Université numérique Cheikh Hamidou Kane (UNCHK). Il en devient le premier président du conseil d’administration, marquant ainsi son engagement en faveur de l’innovation pédagogique et de l’élargissement de l’accès à l’enseignement supérieur.

## Culture. Arts et Lettres
Amadou Diaw est une figure majeure du mécénat culturel au Sénégal. En 2017, il fonde à Saint-Louis le Musée de la Photographie (MuPho), premier musée dédié exclusivement à la photographie en Afrique. Installé dans un bâtiment colonial restauré, le musée accueille régulièrement de grandes expositions et participe activement à la valorisation du patrimoine visuel africain. Amadou Diaw siège également au Conseil d’administration de la Société des Amis du musée du quai Branly – Jacques Chirac, illustrant son engagement pour la promotion des arts et de la mémoire culturelle, tant au niveau local qu’international.

## Distinctions

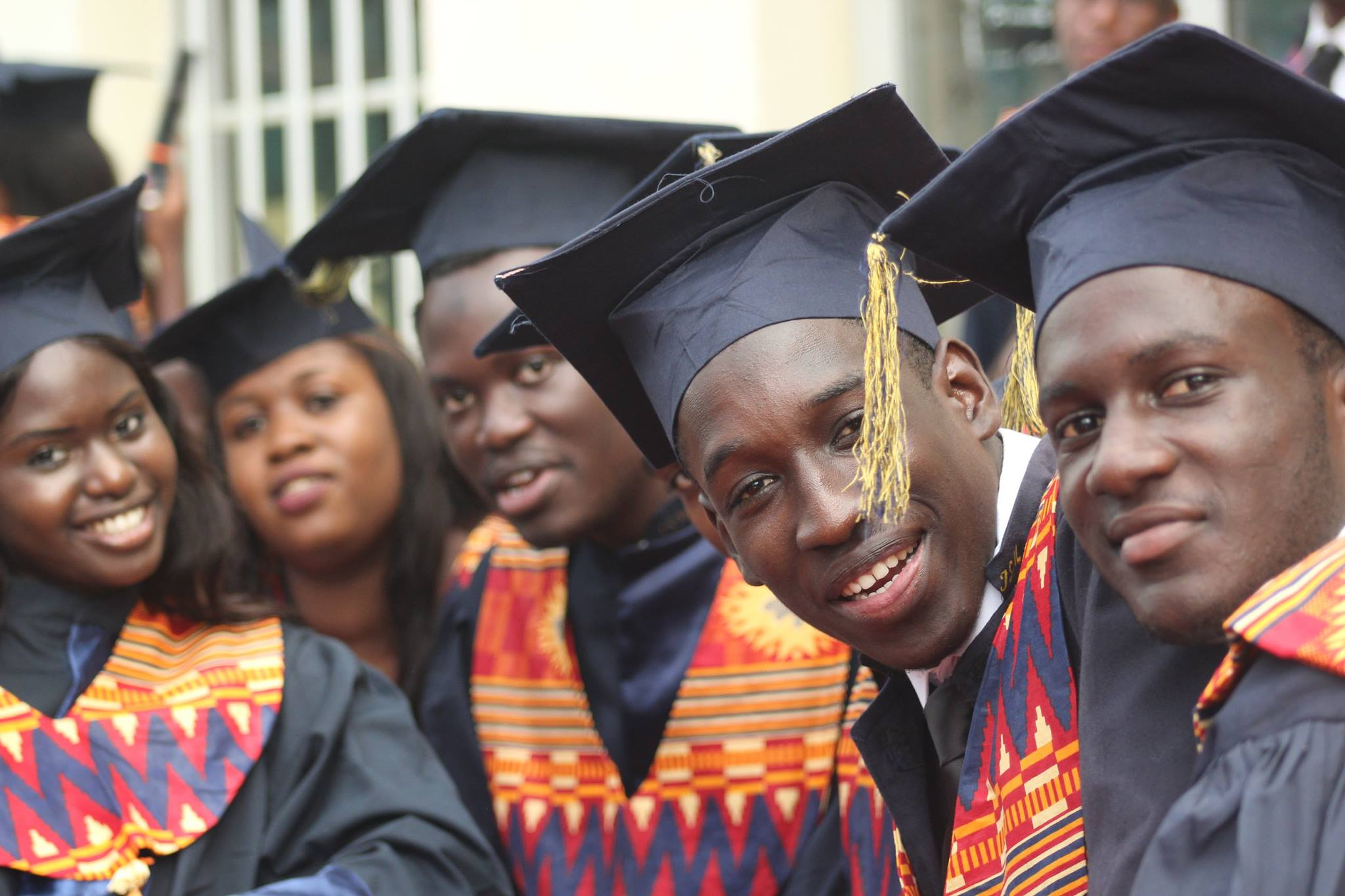
Promotion d'Amadou Diaw

Amadou Diaw a été honoré à plusieurs reprises pour son engagement dans les domaines de l’éducation, de la culture et du développement.
- 2017 : Lauréat du Prix Walter Scheel décerné en Allemagne, qui récompense les personnalités engagées en faveur de la coopération internationale et du dialogue interculturel[14].
- 20 février 2019 : Nommé Chevalier dans l’ordre des Palmes académiques de la République française, en reconnaissance de sa contribution à l’enseignement supérieur et à la promotion de l’éducation[15],[16].
- 24 novembre 2020 : Élevé au rang de Chevalier dans l’ordre national du Lion du Sénégal par le président Macky Sall, aux côtés d’autres représentants du patronat sénégalais, pour ses services rendus à la nation[17].